# Martuni, Armenien
Martuni (armeniska Մարտունի) är en stad i Gegharkunikprovinsen i Armenien, 70 km öster om huvudstaden Jerevan. Martuni ligger 1 925 meter över havet och antalet invånare är 11 037.
Terrängen runt Martuni är kuperad söderut, men norrut är den platt. Martuni är det största samhället i trakten. 
Trakten runt Martuni består i huvudsak av gräsmarker. Runt Martuni är det ganska tätbefolkat, med 72 invånare per kvadratkilometer.